# Ferdinand von Galen
Ferdinand Karl Hubert Graf von Galen (* 7. Januar 1803 in Münster; † 28. Juli 1881 ebenda) war ein preußischer Diplomat und Politiker.

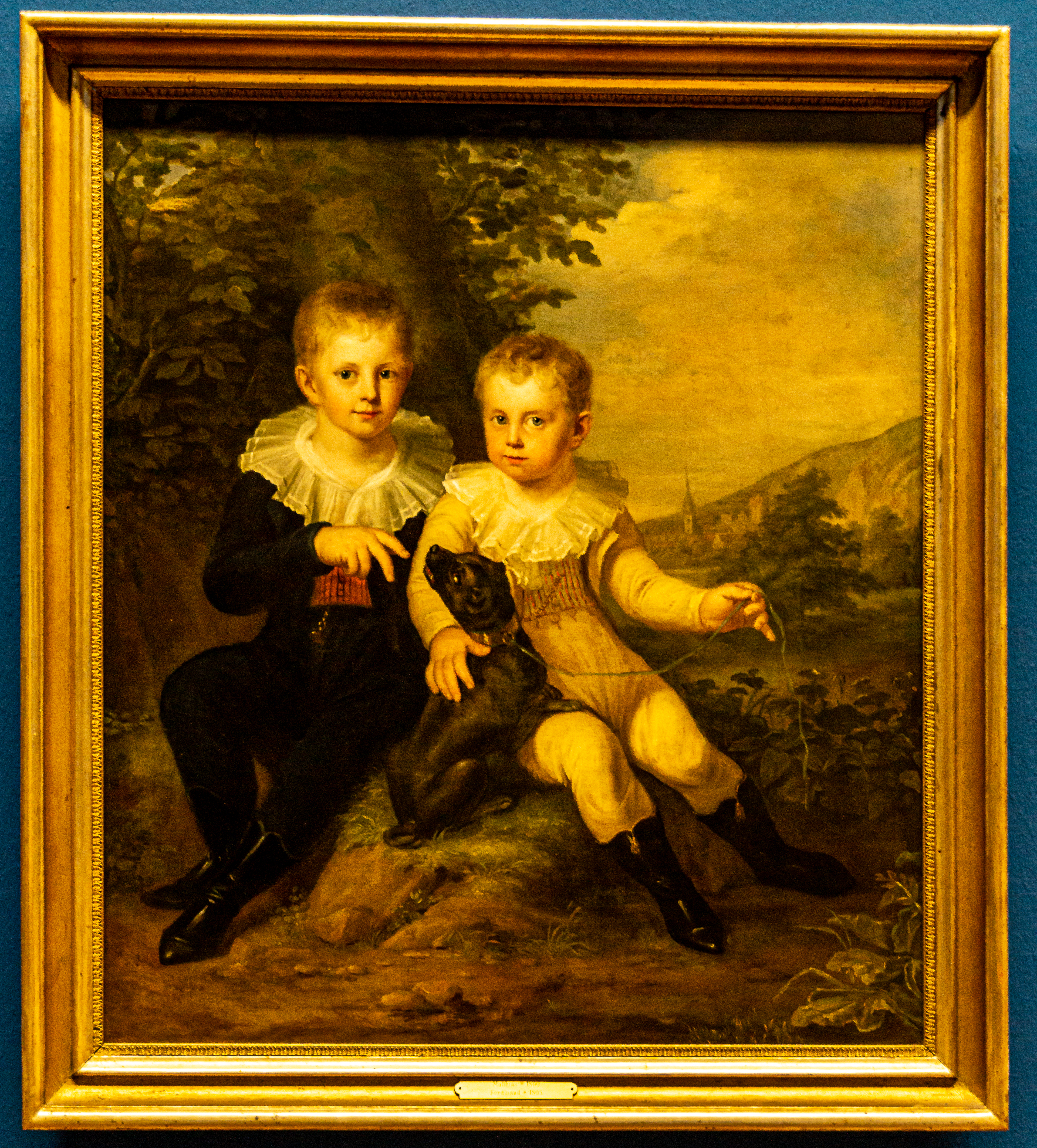
Ferdinand und sein Bruder Matthias in einem Gemälde von Johann Christoph Rincklake

## Leben
Ferdinand von Galen wuchs seit 1810 unter der Vormundschaft der Familie von Ketteler auf Schloss Harkotten auf. Er studierte von 1818 bis 1822 Rechtswissenschaften in Göttingen und Heidelberg. Nach einer zweijährigen Reise durch Europa trat er 1824 in den preußischen diplomatischen Dienst ein. Als Geschäftsträger der deutschen Botschaft in Brüssel weigerte er sich 1837, die Verhaftung des Kölner Erzbischofs in der belgischen Öffentlichkeit zu verteidigen, was zu seiner Entlassung aus dem diplomatischen Dienst führte.
Danach fand er Aufnahme im Elternhaus seiner Frau, einer geborenen Gräfin von Bocholtz auf Schloss Hinnenburg bei Brakel. Heute noch bekannt ist, dass er sich dort unqualifiziert über die Dichtung der mit dieser Familie verwandten Annette von Droste-Hülshoff äußerte.
Nach einer Anstellung bei der Bezirksregierung in Münster 1840 trat er 1841 wieder in den diplomatischen Dienst. In den folgenden zwei Jahrzehnten war er unter anderem preußischer Gesandter in Stockholm, Kassel und Madrid.
Nach seiner Pensionierung im Jahre 1863 gehörte er bis zu seinem Tode dem Preußischen Herrenhaus an.
1867 war Ferdinand von Galen Mitglied des Konstituierenden Reichstags des Norddeutschen Bundes für den Wahlkreis Arnsberg 8 (Lippstadt, Brilon). Im Reichstag gehörte er der Freikonservativen Fraktion an.